# Phẫu thuật chuyển giới (nữ thành nam)
Phẫu thuật chuyển đổi giới tính cho người chuyển giới từ nữ sang nam bao gồm nhiều quy trình phẫu thuật thay đổi các đặc điểm giải phẫu để cung cấp các đặc điểm thể chất thoải mái hơn cho bản sắc và chức năng nam của người chuyển giới. Những người có giới tính không rõ ràng được chỉ định là nữ khi sinh cũng có thể được thực hiện các phẫu thuật này.
Thường dùng để ám chỉ các phẫu thuật tạo hình bộ phận sinh dục ngoài, chuyển đổi giới tính cũng có thể rộng hơn đề cập đến nhiều thủ tục một cá nhân có thể có, chẳng hạn như tái tạo ngực nam giới, cắt bỏ tử cung, hoặc cắt buồng trứng,
Phẫu thuật chuyển đổi giới tính nữ sang nam thường được bắt đầu bằng việc bắt đầu điều trị hormone bằng testosterone.

## Tái tạo ngực nam giới
Còn được gọi là "phẫu thuật hàng đầu", tái tạo ngực nam giới là một trong nhiều loại phẫu thuật để loại bỏ mô vú và cung cấp hình dạng của một đường viền ngực nam. Phẫu thuật cho bệnh nhân chuyển giới từ nữ sang nam có những điểm tương đồng với cả phẫu thuật sửa ngực cho nam chuyển giới, phẫu thuật thu nhỏ vú cho người có vú quá lớn và phẫu thuật cắt bỏ vú riêng biệt được thực hiện cho bệnh ung thư vú.
Ngực vừa đến lớn thường đòi hỏi một quy trình rạch đôi, với ghép và tái tạo lại quầng vú-quầng vú. Thủ tục này làm cho đường viền ngực dễ dàng hơn và đặt núm vú ở vị trí tự nhiên hơn nhưng dẫn đến sẹo rõ hơn.
Đối với ngực nhỏ hơn, có thể thực hiện thủ thuật peri-isole hoặc lỗ khóa trong trường hợp mô vú được cắt bỏ thông qua một vết mổ được thực hiện xung quanh quầng vú. Điều này dẫn đến sẹo ít nhìn thấy nhưng có thể dẫn đến vị trí núm vú thấp hơn trung bình và đường viền ít tự nhiên hơn.